# 鲁地拉水电站
鲁地拉水电站位于中国云南省丽江市永胜县鲁地拉镇麦叉拉村委会罗地拉与大理州宾川县钟英傈僳族彝族乡唐古地村委会咪朵之间的金沙江上，水电站于2006年开始筹建，2009年1月实现大江截流。 2013年7月，并网发电，转入商业运行。电站大坝为碾压混凝土重力坝，坝顶高程1228.00m，坝顶长622m，最大坝高140m。电站装机容量216万千瓦，年发电量99.57亿千瓦时。电站水库正常蓄水位1223m，总长约99km，总库容17.18亿立方米。鲁地拉水电站是中国实施西部大开发战略和“西电东送”战略的标志性工程和骨干电源点，也是云南省深入实施“两强一堡”战略、培育绿色电力支柱产业的重点工程。然而该项目直到2012年2月才通过国家核准建设。
2013年电站下闸蓄水后，大坝的其中一道闸门出现问题而被水冲走，造成重大损失。2014年3月初,事故的鲁地拉生态放水孔闸门已经堵上。